# Kevin Gameiro
Pour les articles homonymes, voir Gameiro.
Kevin Gameiro, né le 9 mai 1987 à Senlis, dans l'Oise, est un footballeur international français ayant évolué au poste d'avant-centre. 
Avec le Paris Saint-Germain, il est champion de France  en 2013 après avoir fini 2e l'année précédente. Parti ensuite au Séville FC, il remporte la Ligue Europa trois fois d'affilée en 2014, 2015 et 2016. Il est également finaliste de la Supercoupe de l'UEFA en 2015 et de la Coupe d'Espagne en 2016. Avec l’Atlético de Madrid, Kevin Gameiro remporte pour la quatrième fois la Ligue Europa en 2018, ce qui constitue un record pour un joueur français. Il est également le meilleur buteur français dans cette compétition. Avec le Valence CF, il remporte la Coupe d'Espagne en 2019 contre le FC Barcelone. Avec l'équipe de France des moins de 20 ans, il remporte le Tournoi de Toulon 2007 et termine meilleur joueur et meilleur buteur de la compétition avec cinq buts dont trois inscrits en finale.
Le 16 mars 2025, à l'âge de 37 ans et après 20 ans de carrière professionnelle, il annonce sa retraite sportive.

## Biographie

### Parcours en club (2005-2025)

#### Jeunesse et formation
Kevin Gameiro est né à Senlis, dans l'Oise. Il commence sa carrière à l’Étoile Sportive de Marly-la-Ville à l'âge de six ans, club où son père a fini sa carrière. Avant d'avoir 13 ans, il choisit de rester dans sa région et rejoint l'US Chantilly. Gameiro est alors repéré par Jacky Duguépéroux, qui lui recommande de jouer pour le RC Strasbourg. En 2004, il rejoint l'équipe des jeunes du club alsacien.

#### Débuts au RC Strasbourg (2005-2008)
Il joue son premier match professionnel le 10 septembre 2005, à 18 ans et 4 mois, lors d'une défaite 0-1 contre le Paris Saint-Germain. Pour sa première titularisation, il inscrit un doublé en coupe UEFA face à l'Étoile rouge de Belgrade. Après des débuts tonitruants sous le maillot strasbourgeois, il est victime d'une rupture des ligaments croisés à la suite d'un tacle du joueur troyen Blaise Kouassi le 26 février 2006. Cette blessure le tient éloigné des terrains pendant six mois.
Lors de la saison 2007-2008, il participe à la quasi-totalité des matches du RCS et inscrit six buts en championnat. Le Racing Club de Strasbourg est dans les derniers de Ligue 1 mais il joue bien et se fait mieux connaître[non neutre]. Gameiro est alors l'un des « chouchous » de l'exigeant public du stade de la Meinau qui apprécie sa constante débauche d'énergie[non neutre].

#### FC Lorient (2008-2011)

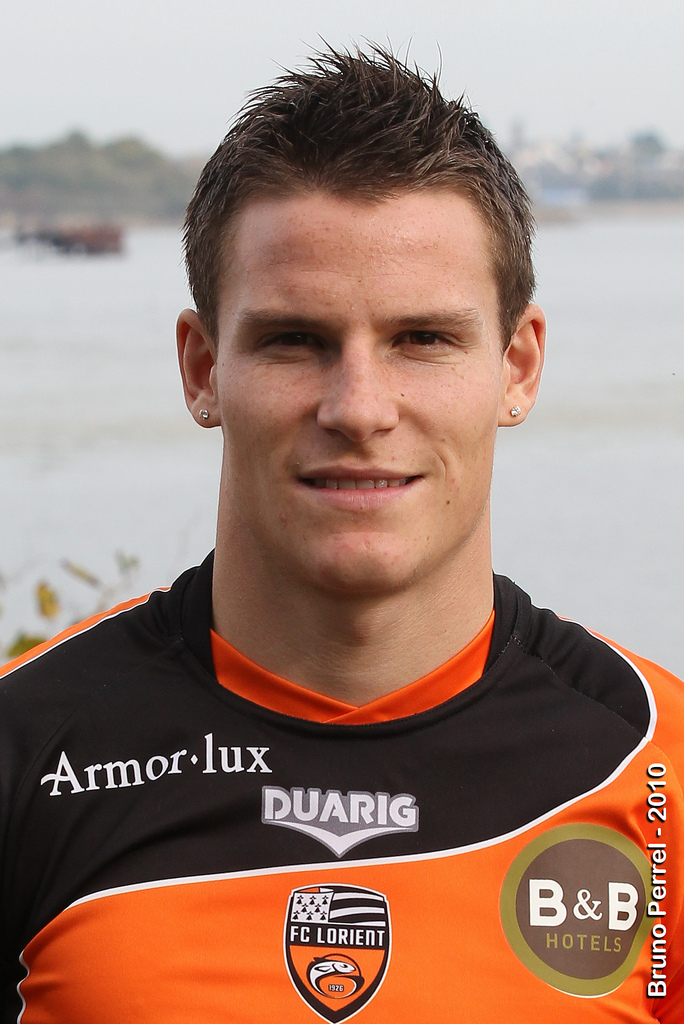
Kevin Gameiro avec le FC Lorient en 2010.

Au mercato d'été 2008, le RC Strasbourg redescend en Ligue 2. Le jeune avant-centre est transféré au FC Lorient, maintenu en Ligue 1. Le transfert s'élève à 3 millions d'euros. À Lorient, Gameiro ne tarde pas à confirmer les espoirs placés en lui. Il devient vite l'un des atouts offensifs majeurs des Merlus, en inscrivant 11 buts et en délivrant 8 passes décisives en 37 matches de L1. Lorient connaît des difficultés mais finit bien au classement et Kevin Gameiro semble avoir fait un choix judicieux.
Lors de sa deuxième saison en Bretagne, Gameiro inscrit 17 buts en 34 matchs de L1, ce qui fait de lui le 2e meilleur buteur du championnat après l'attaquant marseillais Mamadou Niang (18 buts).
Le 20 décembre 2010, il annonce son envie de quitter Lorient dès l'hiver qui suit. Suivi par les Girondins de Bordeaux, il avoue être intéressé par ce challenge. Lorient serait prêt à le laisser partir si le transfert se fait avec 12 millions d'euros. Le Valence CF a fait une offre inférieure (8 millions d'euros) pour s'attacher les services de ce joueur mais le club breton ne le laissera pas partir. Il termine la saison 2010-2011 en tant que second buteur du championnat avec 22 buts marqués. C'est son plus grand nombre de buts inscrits en une saison de Ligue 1. Plusieurs clubs français mais aussi étrangers cherchent à le recruter pour la saison 2011-2012.

#### Paris Saint-Germain (2011-2013)

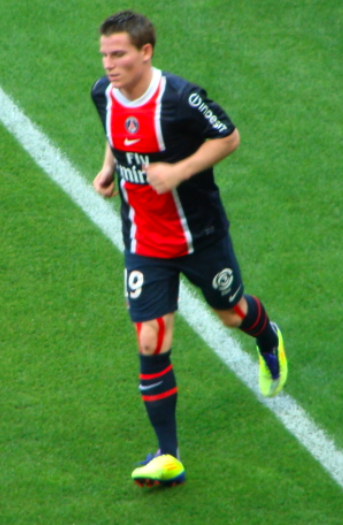
Kevin Gameiro sous les couleurs du PSG en 2011.

Alors courtisé par plusieurs clubs tel que le Valence CF, Kévin Gameiro signe au Paris Saint-Germain le 12 juin 2011 pour une durée de quatre ans. Le transfert avoisine les 14 millions d'euros plus divers bonus,. Au PSG, il porte le numéro 19. Lors de la 2e journée de la Ligue 1, il ouvre le score et son compteur but à Rennes sur un centre de Jérémy Ménez (1-1). Il inscrit son premier triplé de la saison lors de la 10e journée de championnat lors d'une victoire trois buts à zéro contre l'AC Ajaccio,. Sa première moitié de saison est somme toute raisonnable avec un total de 10 buts inscrits à la trêve. Cependant, avec le départ d'Antoine Kombouaré, conjugué à l'arrivée de Carlo Ancelotti, Kévin va perdre petit à petit sa place dans le 11 Parisien. Ancelotti lui préfère tout d'abord Guillaume Hoarau, puis un système sans véritable pointe (avec Pastore dans le rôle d'attaquant axial).
À l'aube de la saison 2012-2013, Gameiro est sur le point de quitter le club, mais Ancelotti le convainc de rester. Lors de la réception du FC Sochaux-Montbéliard au Parc des Princes pour le compte de la 7e journée du Championnat, il signe un doublé pour sa première titularisation de la saison. Lors de la réception du Stade de Reims pour le compte de la 9e journée du Championnat, il marque le seul but de la rencontre sur un centre de Maxwell. Il marque de nouveau contre Évian Thonon Gaillard (4-0), le Stade brestois (3-0) et contre le Toulouse FC en Coupe de France (3-1). Le 5 mars 2013, il joue le premier match de Ligue des Champions de sa carrière lors du match retour face à Valence CF. Gameiro rentre à l'heure de jeu et, après un raid depuis le milieu de terrain où il élimine trois joueurs, laisse le ballon à Ezequiel Lavezzi pour l'égalisation qui permet à son club d'assurer son passage en quarts de finale. Le 29 mars suivant, lors la 30e journée de L1, Kevin Gameiro marque, sur un service de Zlatan Ibrahimović, l'unique but de la rencontre opposant le Paris Saint-Germain au champion de France en titre : Montpellier HSC (1-0), à la 80e minute, peu de temps après son entrée en jeu. Lors de la dernière journée de championnat contre le FC Lorient, il offre une passe décisive à Zlatan Ibrahimović avant d'inscrire un doublé en deux minutes contre son ancien club, victoire 3-1.

#### Séville FC (2013-2016)
Le 25 juillet 2013, Kevin Gameiro s'engage en faveur du Séville FC pour environ 10 millions d'euros et une clause libératoire située à hauteur de 40 millions d'euros. La concurrence d'Ezequiel Lavezzi et Zlatan Ibrahimović ainsi que l'arrivée d'Edinson Cavani, l'ont conforté dans son choix de quitter le PSG pour aller chercher du temps de jeu ailleurs et relancer sa carrière dans l'espoir de participer à la Coupe du monde de football de 2014. Malheureusement, il se blesse à l'adducteur de la jambe gauche lors de son premier entrainement devant 500 fans venus y assister. Le 1er septembre 2013, au cours du match opposant le Séville FC à Malaga CF pour le compte de la 3e journée de Liga 2013-2014, Gameiro inscrit ses deux premiers buts sous les couleurs de son nouveau club, permettant à chaque fois d'égaliser, pour un score final de deux buts partout. Les douzième et treizième buts de l'attaquant au cours de cette saison-là ont permis au Séville FC de remporter le derby sur la pelouse du Betis (0-2). Le 14 mai 2014, Gameiro remporte la Ligue Europa aux tirs au but face au Benfica Lisbonne, c'est lui qui transforme le tir gagnant et permet à Séville d'être sacré champion d'Europe dans le Juventus Stadium. La saison suivante, il remporte de nouveau la Ligue Europa.
Le 11 août 2015, lors d'un match de Supercoupe de l'UEFA contre le FC Barcelone, Gameiro inscrit un but sur penalty qui permet aux siens de revenir à 3-4. Néanmoins, Séville s'incline 4-5 à la suite d'un but en prolongation de Pedro. À l'occasion de son centième match avec le Séville FC en septembre suivant, Gameiro marque un but lors d'un match de Liga BBVA remporté trois buts à deux face au Rayo Vallecano. Le 24 octobre, Gameiro confirme un excellent début de saison en marquant un triplé à l'occasion de la 9e journée de Liga BBVA, face à Getafe : il contribue ainsi à la large victoire de son équipe 5-0 à domicile. Lors de la finale de la Ligue Europa, il marque le premier but de Séville, pour égaliser après l'ouverture du score par Liverpool. Gameiro et Séville remportent finalement leur troisième Ligue Europa consécutive sur le score de trois buts à un.

#### Atlético de Madrid (2016-2018)
Le 30 juillet 2016, Kevin Gameiro rejoint officiellement l'Atlético de Madrid pour quatre saisons. Le transfert est estimé a 30 millions d'euros. Titulaire dès la première journée de championnat, il marque sur penalty dans le temps additionnel.
Le 18 février 2017, face au Sporting Gijón, alors qu'il est entré en seconde période, Gameiro inscrit un triplé en cinq minutes et sauve son équipe qui l'emporte 4-1,. Il dédie ce triplé à sa grand-mère, récemment décédée. Cette performance met fin à une période de disette devant le but où le joueur explique avoir été « hors du coup ».

#### Valence FC (2018-2021)
Le 12 août 2018, l'Atlético de Madrid et le Valence CF trouvent un accord pour le transfert de Kevin Gameiro pour un montant estimé à 16 millions d'euros.
Le 25 mai 2019, sur une passe de son coéquipier José Gayà, il inscrit le premier des deux buts du club ché en finale de Coupe du Roi contre le FC Barcelone, contribuant ainsi grandement au premier trophée du club depuis 2008.
Le 10 mars 2020, Kevin Gameiro marque un doublé lors de la défaite (3-4) de Valence face à l'Atalanta en huitième de finale de Ligue des champions. Il devient alors le quatrième joueur français de ces 10 dernières années à marquer deux buts dans le même match lors d’un huitième de finale de Ligue des champions après Nicolas Anelka, Karim Benzema et Wissam Ben Yedder. Il est désormais le cinquième meilleur buteur français en Coupe d’Europe derrière Karim Benzema, Thierry Henry, Jean-Pierre Papin et David Trezeguet.

#### RC Strasbourg (2021-2024)
Le 18 juillet 2021, il effectue son retour en France, en s'engageant pour 2 ans avec le RC Strasbourg.
Le 14 août 2021, il marque contre son ancien club pour réduire le score à 3-1 alors que son équipe est menée au Parc des Princes qui a vu Kévin briller pour le Paris Saint-Germain de 2011 à 2013.
Le 26 juillet 2023, sa prolongation d'un an est annoncée sur les réseaux sociaux du club.
Le 17 mars 2024, il marque contre le FC Nantes (victoire 3-1) et atteint la barre des 100 buts en Ligue 1.
Le 10 mai 2024, Kevin Gameiro annonce, lors d'une conférence de presse, son départ du RC Strasbourg à l'issue de la saison,.
Il jouera 101 matchs avec Strasbourg et 26 buts lors de son 2ème passage à Strasbourg et fera partie des cadres à maintenir le club en Ligue 1.

#### Retraite sportive
Le 16 mars 2025, en marge d'un match de championnat entre l'Atlético de Madrid et le FC Barcelone, Kevin Gameiro annonce prendre sa retraite sportive après 20 ans de carrière professionnelle. Au micro de BeIN Sports, il s'exprime : « Cela faisait 6-8 mois que je n'avais pas rejoué au foot et il fallait prendre une décision. J'ai eu la chance d'avoir fait une très belle carrière. Je n'aurais jamais imaginé cela étant tout petit ».

### Parcours international (2004-2017)

#### Espoirs et choix (2004-2009)
Appelé de dernière minute, il se fait remarquer en inscrivant un hat-trick en finale du Tournoi de Toulon le 9 juin 2007 contre la Chine pour une victoire 3-1 de l'équipe de France des moins de 20 ans, tournoi pour lequel il reçoit le trophée du meilleur buteur (5 buts), et dont il est élu meilleur joueur.
Il honore sa première sélection en équipe de France espoirs contre la Tchéquie le 26 mars 2008, inscrivant un but au passage.
Son père étant d'ascendance portugaise, Kevin Gameiro est approché par le sélectionneur Carlos Queiroz pour jouer avec la Seleção vers mai 2009. À l'époque, le Portugal fait face à des difficultés offensives et cherche à se renforcer en attaque, dans le but de se qualifier pour la Coupe du monde 2010 en Afrique du Sud. Par la suite, Kevin Gameiro déclare ne pas être intéressé : « Je n'ai pas vraiment de liens avec le pays. Moi, je me sens Français, avant tout ». Malgré tout, le 1er mai 2010, dans une interview au journal portugais Record, il déclare : « si l'opportunité se présente, je pourrais peut-être prendre la nationalité portugaise ».
Mais l'avant-centre français décide finalement de jouer pour l'équipe de France. Il est d'ailleurs par la suite sélectionné par Laurent Blanc.

#### En équipe de France A (2010-2017)

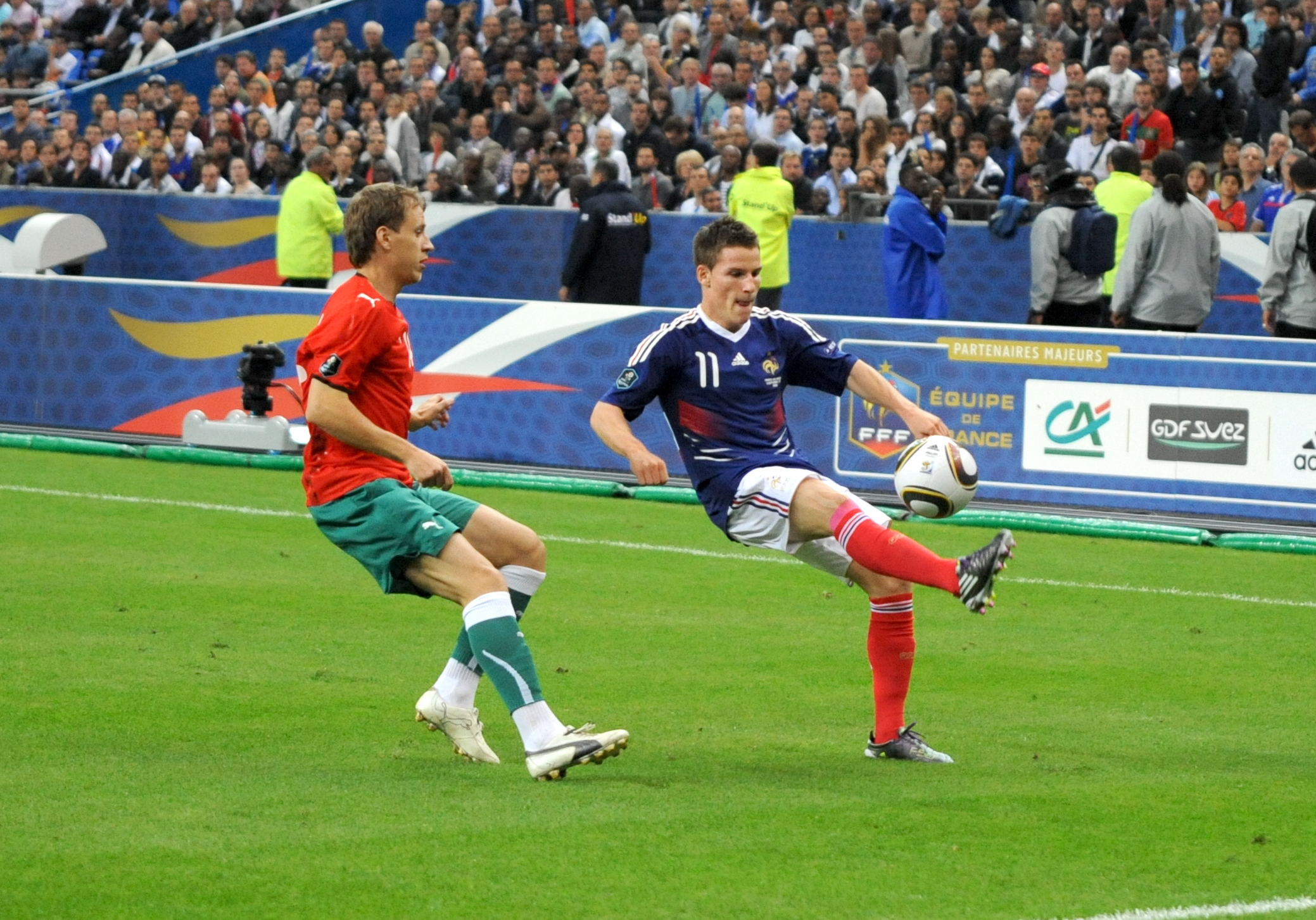
Kevin Gameiro, le 03 septembre 2010 lors de France-Bielorussie au Stade de France, pour sa première sélection en équipe de France.

Alors que des quotidiens annoncent qu'il pourrait être sélectionné en équipe de France pour le match amical du mois d'août 2010 face à la Norvège, il se blesse lors du match amical de son club contre le Stade rennais après avoir marqué un but (victoire 2-1). Il est sélectionné par Laurent Blanc en septembre suivant pour affronter la Biélorussie et la Bosnie-Herzégovine, matchs comptant pour les éliminatoires de l'Euro 2012, c'est d'ailleurs lors du premier match qu'il honore sa première sélection en remplaçant Louis Saha, sorti sur blessure. Régulièrement convoqué par le sélectionneur Laurent Blanc lors de la saison 2010-2011, il a du mal à s'imposer dans le onze de départ tricolore car Karim Benzema ou Loïc Rémy lui sont préférés. Le 6 juin 2011, il est titularisé pour la première fois en équipe de France contre l'Ukraine et marque son premier but avec les bleus lors de ce même match. Souvent appelé par Laurent Blanc pour les éliminatoires de l'Euro 2012, il n'est cependant pas convoqué pour participer à l'Euro 2012.
Il n'est pas convoqué par Didier Deschamps à partir d'août 2012.
En avril 2016, il fait partie d'une liste de 58 joueurs sélectionnables en équipe de Bretagne, dévoilée par Raymond Domenech qui en est le nouveau sélectionneur.
Non retenu parmi les 23 joueurs français sélectionnés par Deschamps pour disputer l'Euro 2016, il fait partie d'un groupe de huit réservistes présents lors de la préparation de l'équipe de France et susceptibles de remplacer un joueur sélectionné qui serait blessé.
Après plus de quatre années d'absence, il fait finalement son retour en équipe de France en septembre 2016 pour le début des qualifications à la Coupe du Monde 2018 à la suite des forfaits d'Alexandre Lacazette. Il entre d'ailleurs en jeu contre la Biélorussie (0-0) à dix minutes de la fin à la place d'Olivier Giroud. Titulaire face à la Bulgarie en qualifications de la Coupe du monde de football de 2018 le 7 octobre 2016, il égalise en première période d'une tête croisée sur un centre de Sagna, après l'ouverture du score par le Bulgare Aleksandrov sur penalty, puis marque un deuxième but à la 59e minute sur un centre d'Antoine Griezmann.
Il ne sera pas sélectionné pour le mondial 2018 et donc ne remporte pas la Coupe du monde 2018 avec l'équipe de France.
Barré par la concurrence forte au poste de numéro 9, il n'est plus sélectionné par le sélectionneur Didier Deschamps.

## Style de jeu
(mars 2025).
- Si vous ne connaissez pas le sujet, laissez ce bandeau (vous pouvez alors contacter les auteurs).
- Si vous supprimez le contenu mis en cause (vous pouvez préalablement contacter les auteurs),

argumentez précisément cette suppression dans la page de discussion
(un manque de référence n'est pas un argument ; une recherche réelle de référence doit avoir été effectuée, être formellement documentée).
Gameiro est un avant-centre de petite taille, vif et technique. À l'aise avec le ballon, il se montre très adroit devant le but adverse. Il sait également faire preuve de sang-froid, tirant la plupart des penalties de son équipe. En plus de ses qualités de finisseur, Gameiro joue beaucoup pour le collectif et apprécie donner des ballons de buts à ses coéquipiers. Sa mentalité de combattant lui permet d'accepter la concurrence et de travailler dur pour être titulaire. Depuis 2008 il joue plus de 25 matchs ce qui fait de lui un joueur régulier et qui se blesse assez peu, mais toujours avec de la concurrence. Malgré sa taille, son jeu de tête n'est pas mauvais.

## Statistiques
| Saison                | Club                  | Championnat           | Championnat | Championnat | Championnat | Coupe nationale | Coupe nationale | Coupe nationale | Coupe de la Ligue | Coupe de la Ligue | Coupe de la Ligue | Supercoupe | Supercoupe | Supercoupe | Compétition(s) continentale(s) | Compétition(s) continentale(s) | Compétition(s) continentale(s) | Compétition(s) continentale(s) | Supercoupe de l'UEFA | Supercoupe de l'UEFA | Supercoupe de l'UEFA | France | France | France | Total | Total | Total |
| Saison                | Club                  | Division              | M.          | B.          | P.d.        | M.              | B.              | P.d.            | M.                | B.                | P.d.              | M.         | B.         | P.d.       | Comp.                          | M.                             | B.                             | P.d.                           | M.                   | B.                   | P.d.                 | M.     | B.     | P.d.   | M.    | B.    | P.d.  |
| 2005-2006             | RC Strasbourg         | Ligue 1               | 8           | 1           | 1           | 1               | 2               | 0               | -                 | -                 | -                 | -          | -          | -          | C3                             | 3                              | 2                              | 0                              | -                    | -                    | -                    | -      | -      | -      | 12    | 5     | 1     |
| 2006-2007             | RC Strasbourg         | Ligue 2               | 16          | 3           | 1           | 3               | 3               | 1               | 1                 | 0                 | 0                 | -          | -          | -          | -                              | -                              | -                              | -                              | -                    | -                    | -                    | -      | -      | -      | 20    | 6     | 2     |
| 2007-2008             | RC Strasbourg         | Ligue 1               | 34          | 6           | 0           | 1               | 0               | 0               | 1                 | 0                 | 0                 | -          | -          | -          | -                              | -                              | -                              | -                              | -                    | -                    | -                    | -      | -      | -      | 36    | 6     | 0     |
| Sous-total            | Sous-total            | Sous-total            | 58          | 10          | 2           | 5               | 5               | 1               | 2                 | 0                 | 0                 | -          | -          | -          | -                              | 3                              | 2                              | 0                              | -                    | -                    | -                    | -      | -      | -      | 68    | 17    | 3     |
| 2008-2009             | FC Lorient            | Ligue 1               | 37          | 11          | 8           | 2               | 2               | 0               | 0                 | 0                 | 0                 | -          | -          | -          | -                              | -                              | -                              | -                              | -                    | -                    | -                    | -      | -      | -      | 39    | 13    | 8     |
| 2009-2010             | FC Lorient            | Ligue 1               | 35          | 17          | 6           | 1               | 0               | 0               | 4                 | 2                 | 0                 | -          | -          | -          | -                              | -                              | -                              | -                              | -                    | -                    | -                    | -      | -      | -      | 40    | 19    | 6     |
| 2010-2011             | FC Lorient            | Ligue 1               | 36          | 22          | 3           | 3               | 2               | 0               | 2                 | 0                 | 0                 | -          | -          | -          | -                              | -                              | -                              | -                              | -                    | -                    | -                    | 5      | 1      | 0      | 46    | 25    | 3     |
| Sous-total            | Sous-total            | Sous-total            | 108         | 50          | 17          | 6               | 4               | 0               | 6                 | 2                 | 0                 | -          | -          | -          | -                              | -                              | -                              | -                              | -                    | -                    | -                    | 5      | 1      | 0      | 125   | 57    | 17    |
| 2011-2012             | Paris Saint-Germain   | Ligue 1               | 34          | 11          | 2           | 3               | 2               | 0               | 1                 | 0                 | 0                 | -          | -          | -          | C3                             | 7                              | 1                              | 0                              | -                    | -                    | -                    | 3      | 0      | 0      | 48    | 14    | 2     |
| 2012-2013             | Paris Saint-Germain   | Ligue 1               | 25          | 8           | 1           | 4               | 1               | 1               | 0                 | 0                 | 0                 | -          | -          | -          | C1                             | 3                              | 0                              | 1                              | -                    | -                    | -                    | -      | -      | -      | 32    | 9     | 3     |
| Sous-total            | Sous-total            | Sous-total            | 59          | 19          | 3           | 7               | 3               | 1               | 1                 | 0                 | 0                 | -          | -          | -          | -                              | 10                             | 1                              | 1                              | -                    | -                    | -                    | 3      | 0      | 0      | 80    | 23    | 5     |
| 2013-2014             | Séville FC            | Liga                  | 35          | 15          | 3           | 1               | 0               | 0               | -                 | -                 | -                 | -          | -          | -          | C3                             | 13                             | 6                              | 1                              | -                    | -                    | -                    | -      | -      | -      | 49    | 21    | 4     |
| 2014-2015             | Séville FC            | Liga                  | 26          | 8           | 2           | 6               | 5               | 2               | -                 | -                 | -                 | -          | -          | -          | C3                             | 12                             | 4                              | 2                              | -                    | -                    | -                    | -      | -      | -      | 44    | 17    | 6     |
| 2015-2016             | Séville FC            | Liga                  | 31          | 16          | 4           | 6               | 3               | 0               | -                 | -                 | -                 | -          | -          | -          | C1+C3                          | 5+9                            | 1+8                            | 1+2                            | 1                    | 1                    | 0                    | -      | -      | -      | 52    | 29    | 7     |
| Sous-total            | Sous-total            | Sous-total            | 92          | 39          | 9           | 13              | 8               | 2               | -                 | -                 | -                 | -          | -          | -          | -                              | 39                             | 19                             | 5                              | 1                    | 1                    | 0                    | -      | -      | -      | 145   | 67    | 16    |
| 2016-2017             | Atlético de Madrid    | Liga                  | 31          | 12          | 5           | 6               | 2               | 1               | -                 | -                 | -                 | -          | -          | -          | C1                             | 9                              | 2                              | 1                              | -                    | -                    | -                    | 5      | 2      | 0      | 51    | 18    | 7     |
| 2017-2018             | Atlético de Madrid    | Liga                  | 25          | 7           | 2           | 3               | 1               | 1               | -                 | -                 | -                 | -          | -          | -          | C1+C3                          | 3+5                            | 1+2                            | 0+0                            | -                    | -                    | -                    | -      | -      | -      | 36    | 11    | 3     |
| Sous-total            | Sous-total            | Sous-total            | 56          | 19          | 7           | 9               | 3               | 2               | -                 | -                 | -                 | -          | -          | -          | -                              | 17                             | 5                              | 1                              | -                    | -                    | -                    | 5      | 2      | 0      | 87    | 29    | 10    |
| 2018-2019             | Valence CF            | Liga                  | 33          | 6           | 1           | 9               | 2               | 4               | -                 | -                 | -                 | -          | -          | -          | C1+C3                          | 5+8                            | 0+3                            | 0+2                            | -                    | -                    | -                    | -      | -      | -      | 55    | 11    | 7     |
| 2019-2020             | Valence CF            | Liga                  | 29          | 6           | 2           | 2               | 0               | 0               | -                 | -                 | -                 | 1          | 0          | 0          | C1                             | 7                              | 2                              | 1                              | -                    | -                    | -                    | -      | -      | -      | 39    | 8     | 3     |
| 2020-2021             | Valence CF            | Liga                  | 27          | 4           | 1           | -               | -               | -               | -                 | -                 | -                 | -          | -          | -          | -                              | -                              | -                              | -                              | -                    | -                    | -                    | -      | -      | -      | 27    | 4     | 1     |
| Sous-total            | Sous-total            | Sous-total            | 89          | 16          | 3           | 11              | 2               | 4               | -                 | -                 | -                 | 1          | 0          | 0          | -                              | 20                             | 5                              | 3                              | -                    | -                    | -                    | -      | -      | -      | 121   | 23    | 10    |
| 2021-2022             | RC Strasbourg         | Ligue 1               | 35          | 11          | 3           | 2               | 0               | 0               | -                 | -                 | -                 | -          | -          | -          | -                              | -                              | -                              | -                              | -                    | -                    | -                    | -      | -      | -      | 37    | 11    | 3     |
| 2022-2023             | RC Strasbourg         | Ligue 1               | 34          | 10          | 0           | 1               | 0               | 0               | -                 | -                 | -                 | -          | -          | -          | -                              | -                              | -                              | -                              | -                    | -                    | -                    | -      | -      | -      | 35    | 10    | 0     |
| 2023-2024             | RC Strasbourg         | Ligue 1               | 27          | 4           | 2           | 3               | 1               | 0               | -                 | -                 | -                 | -          | -          | -          | -                              | -                              | -                              | -                              | -                    | -                    | -                    | -      | -      | -      | 30    | 5     | 2     |
| Sous-total            | Sous-total            | Sous-total            | 96          | 25          | 5           | 6               | 1               | 0               | -                 | -                 | -                 | -          | -          | -          | -                              | -                              | -                              | -                              | -                    | -                    | -                    | -      | -      | -      | 102   | 26    | 5     |
| Total sur la carrière | Total sur la carrière | Total sur la carrière | 558         | 178         | 46          | 57              | 26              | 10              | 9                 | 2                 | 0                 | 1          | 0          | 0          | -                              | 89                             | 32                             | 10                             | 1                    | 1                    | 0                    | 13     | 3      | 0      | 728   | 242   | 66    |

### Liste des matchs internationaux
| Matchs internationaux de Kévin Gameiro | Matchs internationaux de Kévin Gameiro | Matchs internationaux de Kévin Gameiro  | Matchs internationaux de Kévin Gameiro | Matchs internationaux de Kévin Gameiro | Matchs internationaux de Kévin Gameiro | Matchs internationaux de Kévin Gameiro                                |
|                                        | Date                                   | Lieu                                    | Adversaire                             | Résultat                               | Compétition                            | Notes                                                                 |
| -------------------------------------- | -------------------------------------- | --------------------------------------- | -------------------------------------- | -------------------------------------- | -------------------------------------- | --------------------------------------------------------------------- |
| 1.                                     | 3 septembre 2010                       | Stade de France, Saint-Denis, France    | Biélorussie                            | 0 - 1                                  | Éliminatoires Euro 2012                | Entre en jeu à la place de Mathieu Valbuena à la 79e minute de jeu.   |
| 2.                                     | 9 février 2011                         | Stade de France, Saint-Denis, France    | Brésil                                 | 1 - 0                                  | Match amical                           | Entre en jeu à la place de Karim Benzema à la 85e minute de jeu.      |
| 3.                                     | 29 mars 2011                           | Stade de France, Saint-Denis, France    | Croatie                                | 0 - 0                                  | Match amical                           | Entre en jeu à la place de Karim Benzema à la 74e minute de jeu.      |
| 4.                                     | 6 juin 2011                            | Donbass Arena, Donetsk, Ukraine         | Ukraine                                | 1 - 4                                  | Match amical                           | Titulaire et remplacé par Karim Benzema à la 64e minute de jeu.       |
| 5.                                     | 9 juin 2011                            | Legia Stadium, Varsovie, Pologne        | Pologne                                | 0 - 1                                  | Match amical                           | Entre en jeu à la place de Guillaume Hoarau à la 78e minute de jeu.   |
| 6.                                     | 10 août 2011                           | Stade de la Mosson, Montpellier, France | Chili                                  | 1 - 1                                  | Match amical                           | Entre en jeu à la place de Karim Benzema à la 65e minute de jeu.      |
| 7.                                     | 11 octobre 2011                        | Stade de France, Saint-Denis, France    | Bosnie-Herzégovine                     | 1 - 1                                  | Éliminatoires Euro 2012                | Entre en jeu à la place de Florent Malouda à la 62e minute de jeu.    |
| 8.                                     | 11 novembre 2011                       | Stade de France, Saint-Denis, France    | États-Unis                             | 1 - 0                                  | Match amical                           | Titulaire et remplacé par Olivier Giroud à la 59e minute de jeu.      |
| 9.                                     | 6 septembre 2016                       | Borisov Arena, Borisov, Biélorussie     | Biélorussie                            | 0 - 0                                  | Éliminatoires mondial 2018             | Entre en jeu à la place d'Olivier Giroud à la 83e minute de jeu.      |
| 10.                                    | 7 octobre 2016                         | Stade de France, Saint-Denis, France    | Bulgarie                               | 4 - 1                                  | Éliminatoires mondial 2018             | Titulaire et remplacé par André-Pierre Gignac à la 72e minute de jeu. |
| 11.                                    | 10 octobre 2016                        | Amsterdam ArenA, Amsterdam, Pays-Bas    | Pays-Bas                               | 0 - 1                                  | Éliminatoires mondial 2018             | Titulaire et remplacé par André-Pierre Gignac à la 79e minute de jeu. |
| 12.                                    | 15 novembre 2016                       | Stade Bollaert-Delelis, Lens, France    | Côte d'Ivoire                          | 0 - 0                                  | Match amical                           | Titulaire et remplacé par Olivier Giroud à la 63e minute de jeu.      |
| 13.                                    | 28 mars 2017                           | Stade de France, Saint-Denis, France    | Espagne                                | 0 - 2                                  | Match amical                           | Titulaire et remplacé par Olivier Giroud à la 80e minute de jeu.      |

### Buts internationaux
| 0   | Date           | Lieu                                 | Compétition                       | Résultat | Adversaire | Détail | Détail        | Détail | Sél. |
| --- | -------------- | ------------------------------------ | --------------------------------- | -------- | ---------- | ------ | ------------- | ------ | ---- |
| 1er | 6 juin 2011    | Donbass Arena, Donetsk, Ukraine      | Match amical                      | V 1-4    | Ukraine    | 57e    | du pied droit | 1-1    | 4e   |
| 2e  | 7 octobre 2016 | Stade de France, Saint-Denis, France | Éliminatoires Coupe du monde 2018 | V 4-1    | Bulgarie   | 23e    | de la tête    | 1-1    | 10e  |
| 3e  | 7 octobre 2016 | Stade de France, Saint-Denis, France | Éliminatoires Coupe du monde 2018 | V 4-1    | Bulgarie   | 59e    | du pied droit | 4-1    | 10e  |

## Palmarès

### En club
Kévin Gameiro soulève son premier titre avec le Paris Saint-Germain en 2013, il s'agit du championnat de France. Le natif de Senlis prend alors sa revanche après avoir terminé 2e la saison précédente avec le club parisien.
L'avant-centre français remporte à trois reprises la Ligue Europa en 2014, en 2015 ainsi qu'en 2016 avec le Séville FC mais échoue à remporter une autre compétition européenne, la Supercoupe d'Europe de l'année 2015. Sous les couleurs de l'Atlético de Madrid, il termine sur la 2e marche du podium du championnat d'Espagne en 2018 et décroche la même année une quatrième Ligue Europa.
Lors de sa carrière en Espagne, il atteint également la finale de la Coupe d'Espagne en 2016 avec le Séville FC et remporte la compétition 2019 lors de son passage au Valence CF.
| Paris Saint-Germain (1)                                                  | Séville FC (3) | Atlético de Madrid (1)                                                          | Valence CF (1)                              |
| ------------------------------------------------------------------------ | --- | ------------------------------------------------------------------------------- | ------------------------------------------- |
| - Championnat de France (1) : - Champion en 2013 - Vice-champion en 2012 | - Ligue Europa (3) : - Vainqueur en 2014, 2015 et 2016 - Supercoupe d'Europe : - Finaliste en 2015 - Coupe d'Espagne : - Finaliste en 2016 | - Ligue Europa (1) : - Vainqueur en 2018 - Championnat d'Espagne : - 2e en 2018 | - Coupe d'Espagne (1) : - Vainqueur en 2019 |

### En sélection
| France -20 ans (1)                            |
| --------------------------------------------- |
| - Tournoi de Toulon (1) : - Vainqueur en 2007 |

### Distinctions personnelles
- Meilleur buteur du Tournoi de Toulon en 2007 (5 buts)
- Membre de l'équipe-type de la Ligue 1 en 2011